# Allomunida
Allomunida is een geslacht van kreeftachtigen uit de klasse van de Malacostraca (hogere kreeftachtigen).

## Soort
- Allomunida magnicheles Baba, 1988